# Коммерель, Виктор
Виктор Коммерель — немецкий математик; старший преподаватель и ректор в школах в Кальве, Ройтлингене, Нюртингене и Тюбингене; почетный профессор Тюбингенского университета. В 1890 году стал кандидатом наук, защитив диссертацию на тему «К теории гауссовой поверхности»; соавтор серии учебников по математике.

## Биография
Виктор Коммерель родился 17 апреля 1866 года в Тюбингене; он был шестым (самым младшим) ребёнком в семье математика Фердинанда Коммереля (1818—1872) и его жены Юлии (1850—1886). После окончания тюбингенской школы, Виктор в 1884 году начал учиться в Тюбингенской семинарии и университете Тюбингена, где изучал математику и естественные науки; стал членом студенческого братства «Igel».
Во время учебы он обратил на себя внимание профессора Александра фон Брилля.
Защитив диссертацию, Коммерель в 1890 году стал кандидатом наук.
В 1891 году продолжил свои исследования в университете Фридриха Вильгельма в Берлине, а год сдал второй государственный экзамен.
С 1898 по 1900 год Коммерель являлся преподавателем в старшей реальной школе в Кальве, а с 1900 по 1904 — в Ройтлингене. В 1904—1912 годах он состоял ректором гимназии в Нюртингене, а с 1912 по 1924 — ректором в Ройтлингене. С 1924 и до выхода на пенсию в 1933 году являлся директором средней школы в Тюбингене. Коммерель пребывал во главе школы в экономически сложные 1920-е годы, приобретя репутацию способного администратора. Во время Второй мировой войны, когда в результате массового призыва на педагогов фронт, школах начала испытывать дефицит кадров, он вновь стал учителем математики в школе для девочек (Wildermuth-Gymnasium).
Помимо педагогической и административной деятельности, Виктор Коммерель вёл и научную работу: он опубликовал ряд статей в научных и учебных изданиях. Совместно со своим двоюродным братом, математиком Карлом Коммерелем (1871—1962), Виктор составил серию учебников по математике. В знак признания его научных достижений, в 1930 году он стал почётным профессором в университете Тюбингена, где читал лекции по истории математики, сферической тригонометрии и математической географии (геодезии). В начале 1940-х годов Коммерель проживал в Тюбингене по адресу улица Hirschauer Strraße, дом 1, а затем переехал в Нюртинген: в дом 21 на улице Schellingstraße. Он скончался в своем родном городе — Тюбингене — куда был доставлен в больницу в связи с раком мочевого пузыря, давшего метастазы в кости.

## Работы
- Beiträge zur Gauss’schen Flächentheorie, Tübingen : Laupp 1890 (Dissertation Universität Tübingen 1890)[3].
- Совместно с Hermann Stahl: Die Grundformen der allgemeinen Flächentheorie, Leipzig : Teubner 1893.
- Einleitung in die Theorie der Transformationsgruppen, Tübingen : Laupp 1902.

## Семья
19 августа 1897 года в Бад-Урахе Коммерель женился на Анне Беате Метцгер (1874—1932) — дочери фармацевта Готтлоба Метцгера и его жены Матильды. В семье было двое детей: сын Герман (род. 2 марта 1899, Кальве) — учитель в Тюбингене и Людвигсбурге, доцент в Эсслингене; дочь Элизабет (род. 24 июля 1902, Ройтлинген) — в 1927 году вышла замуж за тюбингенского ботаника Ганса Градмана (1892—1983).